# Рудковський Матвій
Рудко́вський Матвій (1809? — 1887?) — диригент, піаніст і композитор.

## Біографія
Музичну освіту здобув у Львові та Відні. У період 1850 — 1860 років диригував хором Греко-католицької духовної семінарії у Львові. Працював диригентом українського хору бурси Ставропігійського інституту у Львові, викладав у навчальних закладах.
Автор хорових творів («Щастя нам, Боже», «Молитва дівиці» та ін.), твірів для фортепіано (танці, фантазії на народився теми) і солоспівів («Цвѣты изъ надднѣстрянской левады…», 1852). Вводив в українську церковну практику твори німецьких та інших композиторів, підставляючи до їх мелодій українські тексти.